# Bên thắng cuộc
Bên thắng cuộc là cuốn sách tiếng Việt của nhà báo Huy Đức, gồm hai tập: Tập 1: Giải Phóng và Tập 2: Quyền Bính, được chào bán lần lượt vào 12 tháng 12 năm 2012 và 13 tháng 1 năm 2013 trên Amazon.
Cuốn sách tường thuật lại những sự kiện đã xảy ra tại Việt Nam, đặc biệt là về mặt chính trị và lãnh đạo của Đảng Cộng sản Việt Nam, chủ yếu từ thời điểm 30/4/1975 tại Việt Nam cho tới gần đây. Cuốn sách nhận được rất nhiều tranh cãi cả khen ngợi và phê bình trên báo trong và ngoài nước cũng như dư luận. Cuốn sách là cuốn sách bán chạy nhất trong mục về Lịch sử Đông Nam Á trên trang Amazon trong tháng 12/2012. Sách in cũng được nhật báo Người Việt tại Mỹ phát hành.
Cuốn sách này được Nakano Ari, nhà nghiên cứu chính trị tại Đại học Đại Đông Văn Hóa, Nhật Bản, dịch sang tiếng Nhật. Nhà xuất bản Mekong chịu trách nhiệm in ấn bản tiếng Nhật của sách. Theo Facebook của tác giả Huy Đức thì bản in tiếng Nhật của phần I – Giải Phóng đã chính thức phát hành từ tháng 12 năm 2015.

## Nội dung chính
Trong lời giới thiệu, tác giả viết: "Cuốn sách bắt đầu từ ngày 30-4-1975, ngày nhiều người tin là miền Bắc đã giải phóng miền Nam. Nhiều người thận trọng nhìn lại suốt hơn ba mươi năm, giật mình với cảm giác bên được giải phóng hóa ra lại là miền Bắc. Hãy để cho các nhà kinh tế chính trị học và các nhà xã hội học nghiên cứu kỹ hơn hiện tượng lịch sử này. Cuốn sách của tôi đơn giản chỉ bắt đầu kể những gì đã xảy ra ở Sài Gòn,Việt Nam sau ngày 30-4: cải tạo; đánh tư sản; đổi tiền… Cuốn sách của tôi cũng nói về hai cuộc chiến tranh cuối thập niên 1970, một với Khmer Đỏ và một với người Trung Quốc. Cuốn sách của tôi cũng nói về làn sóng vượt biên sau năm 1975, nói về sự "đồng khởi" của nông dân, của các tiểu chủ, tiểu thương để giành lấy cái quyền được tự lo lấy cơm ăn áo mặc".
Nakano Ari, nhà nghiên cứu chính trị tại Đại học Daito Bunka, Nhật Bản, người từng dịch sách này sang tiếng Nhật, cho rằng: "Cuốn Bên Thắng Cuộc sẽ giúp cho người Nhật hiểu thêm về Việt Nam sau năm 1975".

## Khen ngợi
- "Cuốn sách này nói về những sự thật khốc liệt, nhưng vì rất trung thực nên nó khiến ta bình tĩnh hơn trong thế giới và giữa đất nước khốc liệt ngày nay." – Nhà văn Nguyên Ngọc, Đại học Phan Chu Trinh, Hội An, Việt Nam.[3]
- "Bên Thắng Cuộc là tác phẩm 'thực' nhất, cho đến thời điểm này, ghi lại một giai đoạn lịch sử khốc liệt, thông qua tư liệu, của dân tộc từ biến cố 1975 đến nay." – Nhà báo Đinh Quang Anh Thái, Nhật báo Người Việt, California, USA.[3]
- "Cuốn sách phân tích tình hình Việt Nam từ năm 1975 – của một nhà báo sinh ra và lớn lên trong chế độ cộng sản – một cách chuyên nghiệp và công bằng hiếm có. Nó là một kho tàng dữ liệu quý báu, có thể làm ngạc nhiên cả những chuyên viên theo dõi chính trị Việt Nam trong nhiều thập niên qua." – Nguyễn Mạnh Hùng, Đại học George Mason, Virginia, USA.[3]
- "Huy Đức viết công trình khảo cứu lịch sử đặc sắc này với lương tâm trong sáng và tay nghề lão luyện của một nhà báo chuyên nghiệp có trách nhiệm trước vận mệnh của đất nước. Có công minh lịch sử mới có hòa giải dân tộc thực sự" – Chu Hảo, Nhà Xuất bản Tri Thức, Hà Nội, Việt Nam.[3]
- Ông Dương Trung Quốc đánh giá cao cuốn sách, vì trong nó có thứ mà sử gia gọi là "bóng dáng con người", trong khi Sử học chính thống thường đề cập những nguyên lý lớn, những quy luật, nhiều hơn là nói tới số phận con người. Nhưng ông nói rằng "không nên tuyệt đối hóa sự thật" trong sách và cho rằng thông tin trong tác phẩm có thể ‘mới với số đông’ nhưng không hẳn ‘mới’ với giới sử học trong nước.[6]
- Giáo sư Shawn McHale, Đại học George Washington, nhận xét: "Chưa có ai tiếp cận được với nhiều nhân vật cao cấp như Huy Đức, và lại in một cuốn sách trung thực về chủ đề này." "Sự ấn hành tác phẩm là sự kiện lớn,". Giáo sư Hồ Tài Huệ Tâm từ Đại học Harvard dự đoán "không ai viết về Việt Nam sau 1975 sẽ có thể bỏ qua thông tin trong cuốn sách".[2]
- "...đổi mới và sự tươi mới của cuốn sách của Huy Đức đến từ khả năng vận dụng báo chí của ông để tường thuật một sự kiện chính trị mà đi kèm là các yếu tố về "tính khả tín" và "độ tin cậy", dựa vào các sự kiện lịch sử có sẵn, các phóng sự, hồi ức và các cuộc phỏng vấn...tác phẩm của Huy Đức công khai đưa ra những quan điểm, kinh nghiệm, và sự thật vốn thiếu vắng trong những công bố công khai của chính quyền Việt Nam, như chỉ ra việc các tướng Việt Nam Cộng Hòa tuẫn tiết vì tinh thần dân tộc mà họ đặt niềm tin; nói về những kinh nghiệm của những "kẻ thua cuộc", những người phải trải qua các trại cải tạo, các chiến dịch đánh tư sản, và xóa bỏ văn hóa cũ của Sài Gòn, miêu tả cuộc đời bi thảm của nhiều thuyền nhân vượt biên, cùng với những người phụ nữ bị cướp biển hãm hiếp".[7] Tiến sĩ Kinh tế Lê Sỹ Long, Đại học Houston, Hoa Kỳ

## Phê phán
Cuốn sách bị một số tờ báo trong nước (Pháp luật TP Hồ Chí Minh, Sài gòn Giải phóng) phê phán về một số chi tiết được cho là hư cấu, không chính xác trong nội dung:
- Trong mục Nhịp cầu bạn đọc, Báo Sài gòn Giải Phóng tại TP Hồ Chí Minh viết: cuốn sách đã cố ý "lập lờ" bản chất cuộc chiến tranh Việt Nam, giữa "nội chiến" và "cuộc chiến tranh giữ nước".[8]
- Nhà báo Lưu Đình Triều, công tác tại báo Tuổi Trẻ TP.HCM đã phản ứng gay gắt những chi tiết có liên quan đến mình trong cuốn "Bên thắng cuộc". Theo ông Lưu Đình Triều, Huy Đức đã cắt xén và trích dẫn không đầy đủ những lời tâm sự về cuộc đời ông.[9]. Ông nói: "Từng là đồng nghiệp với nhau lúc ở báo Tuổi Trẻ, Huy Đức hẳn đã nghe, đã hiểu rõ trường hợp của tôi, kể cả mối quan hệ của cha con tôi. Thật đáng tiếc, Huy Đức đã sử dụng một số thông tin từ những gì anh nghe, từ những gì tôi viết, nhưng anh lại không trích dẫn đầy đủ. Vì thế đã làm cho người đọc ngộ nhận và làm tổn thương tôi cùng gia đình... Khi nhắc lại chi tiết này một cách lấp lửng, rõ ràng để nhằm mục đích gì thì chính Huy Đức rõ hơn ai hết".[10]
- Cây bút chống Cộng tại Mỹ, Ngô Kỷ, ra lời kêu gọi biểu tình chống cuốn sách. Một cuộc biểu tình nổ ra lúc 1 giờ trưa Thứ Bảy 19 tháng 1 năm 2013, trước trụ sở báo Người Việt, Westminster, California, Hoa Kỳ (trong vùng Little Saigon) với lý do phía tổ chức nêu ra là tờ báo này đã bán sách Bên Thắng Cuộc.[11]
- Báo Pháp luật TP Hồ Chí Minh nói ngày 2/1/2013 về tập một cuốn sách "Bên thắng cuộc" của Huy Đức là "Cái nhìn thiên kiến về khi nó được mô tả chỉ từ một hướng với sự sắp đặt thiên kiến, những thông tin được cố ý sắp đặt để phục vụ chủ kiến của tác giả, vì vậy nó hoàn toàn không chân thật". Báo Pháp luật TP Hồ Chí Minh viết: Tác giả đòi hỏi "hiểu trung thực về quá khứ" nhưng lại chỉ ghi nhận một phần những gì diễn ra với quan điểm của một số ít người ở phía bên kia, việc đánh giá sự kiện phải đặt trong mối tương quan với hoàn cảnh lịch sử nhưng tác giả đã không làm hoặc không muốn làm.[12]
- Báo Lao động thì nhận xét: "Những tư liệu về sự kiện lịch sử là một chuyện, cách sắp xếp và xử lý những tư liệu, sự kiện ấy để đưa người đọc tới kết luận theo ý của mình lại là chuyện khác. Rõ ràng là Huy Đức đã sử dụng những tư liệu mà mình đã dày công sưu tầm để được nhào nặn, biến nó thành những chứng cứ phục vụ cho ý đồ riêng của mình. trong kho tư liệu đồ sộ mà Huy Đức đã sưu tầm được, thì việc sử dụng nó như thế nào là quyền chủ quan của anh. Tuy nhiên để phục vụ cho ý đồ của mình, Huy Đức đã sẵn sàng "cắt cúp" theo chủ kiến của riêng mình... dù có ẩn mình tài tình đến mấy, nhưng qua chính những sự kiện mà Huy Đức tung ra trong cuốn sách để phục vụ ý đồ của mình, anh đã dẫn người đọc đến với mục đích mà anh ta đã chọn... Chính vì vậy mà Huy Đức đã cho người đọc thấy sự tối tăm của chặng đường hơn 30 năm sau ngày giải phóng, đó cũng là cách để chứng minh cho nhận xét, đánh giá phiến diện của Huy Đức khi anh cho rằng từ giải phóng đến nay, cuộc sống của người dân dưới chế độ này chỉ toàn là bi kịch và bi kịch, nhằm cố ý hướng người đọc nhận thức sai về chế độ hiện hành dưới sự lãnh đạo của Đảng... Huy Đức đã sưu tầm được một kho tư liệu đồ sộ. Nhưng thật đáng tiếc kho tư liệu đồ sộ ấy đã được Huy Đức sử dụng "chệch hướng" nhằm phục vụ cho ý đồ không trong sáng của mình".[10]

Mục đích viết cuốn sách của Huy Đức bị nghi ngờ, rằng ông đã "nhào nặn, cắt khúc" lịch sử theo ý chủ quan của mình để phục vụ cho mục đích chính trị cá nhân. Bản thân Huy Đức từng bị cho thôi việc ở báo Sài Gòn Tiếp thị vì bài viết trên blog "Bức tường Berlin" của ông bị Tổng thư ký Trần Công Khanh cho là có "quan điểm đi ngược lại hệ thống" và "Cơ quan báo chí ở Việt Nam là công cụ, vậy thì làm sao người lao động lại có quan điểm khác với chủ lao động?", thẻ ký giả của Huy Đức cũng bị thu hồi.
- Tiến sĩ Lê Sỹ Long thuộc Đại học Houston, dù có lời khen cuốn sách, nhưng cũng nói thêm: "Tôi không nhìn công trình của Huy Đức như một công trình sử học, bởi vì ngay từ đầu, nó đã không đề cập những mối quan tâm về quá khứ - xét lại, sửa chữa, hoặc tái tạo lại quá khứ như nó vốn có. Thay vào đó, Huy Đức có vẻ chọn lọc và sáng tạo trong việc sử dụng quá khứ để minh họa cho các mối quan tâm đương đại".[7]

Về nội dung, cuốn sách được viết chỉ bằng việc tập hợp lời kể của một số người (nhiều người trong số đó không phải nhân vật quan trọng hoặc chứng kiến sự kiện) thay vì phân tích từ những nguồn sử liệu khả tín, điều này khiến nó bị hoài nghi về tính xác thực của thông tin và tính khách quan, cũng như khiến người đọc dễ sa vào lối tư duy "dùng trường hợp cá biệt để đánh giá toàn cục lịch sử". Những lời khen ngợi cuốn sách chủ yếu đến từ những người không chuyên (nhà văn, nhà kinh tế học...) chứ không phải từ những nhà sử học có uy tín. Việc viết sách dựa trên việc trích dẫn các lời phỏng vấn, một mặt nó có thể "gây hiệu ứng" cao với độc giả không chuyên, nhưng mặt khác nó lại thiếu sự thẩm định của giới chuyên môn và không thể xác thực (vì tác giả không ghi hình hoặc ghi âm), người ta sẽ đặt ra một loạt câu hỏi như: liệu cuộc phỏng vấn có thật hay không, việc trích dẫn có bị cắt xén không, có bị hiểu sai ngữ cảnh không...
- Nhà sử học Dương Trung Quốc thì cho rằng "không nên tuyệt đối hóa sự thật" trong sách và cho rằng thông tin trong tác phẩm có thể ‘mới với số đông’ nhưng không hẳn là mới với giới sử học trong nước. Ông cho rằng cuốn sách tuy có nhiều tư liệu, nhưng vẫn thiên về "báo chí" nhiều hơn là "sử học", và rằng:

"Mục tiêu muốn tìm ra sự thật thì điều đó tôi cho là có thể có, có thể thấy được, thế nhưng bảo đấy là sự thật thì chưa hẳn. Nó có thể là một cuốn sách thôi, cuốn sách của một người viết thôi, về những vấn đề nhiều người quan tâm. Những vấn đề mà anh Huy Đức nêu lên là anh đang tiếp cận với cái đó, cố gắng đưa ra những bằng chứng, đưa ra cách phân tích để có thể chia sẻ với mọi người, chứ tôi không nghĩ rằng cuốn sách của anh là nói sự thật".